# 10234 Сикстиґарден
10234 Сикстиґарден (10234 Sixtygarden) — астероїд головного поясу, відкритий 27 грудня 1997 року.
Тіссеранів параметр щодо Юпітера — 3,228.